# Чаршама Сор
Чаршама Сор (Carsema Sor) — езидский праздник.
Этот важный для езидов праздник был отчасти позабыт езидами Грузии и Армении. Возможно, причиной стала многовековая миграция из этих мест езидов, оказавшихся далеко от Лалыша, у северных рубежей Курдистана. Но в Иране также празднуется «чаршанбе-йе сури» (праздничная среда), что связано с древними зороастрийскими традициями.

## Различия
Несмотря на это, некоторые элементы праздника Чаршама сор (Красная среда) сохранились в памяти предков и со временем оформились в самостоятельный праздник Клоч, хотя за ним закрепилось его характерное название Сарсал, то есть Новый Год. Дата праздника переместилась на месяц раньше. Элементы айда Чаршама сор можно проследить в празднуемом езидами Южного Кавказа Клоча саре сале.

## История
Источником праздника Клоч является праздник Чаршама сор, грандиозно отмечаемый езидами, оставшимися в Курдистане. Первый день Нового Года у езидов называется Сарсал, то есть начало года, который попадает на среду первой недели апреля (Нисан) по восточному календарю. Согласно езидским священным текстам, каждый год Бог садится на трон и созывает к себе ангелов во главе с Малак Тавусом. Он выбирает одного из них и посылает на землю, чтобы тот управлял миром в течение года. Езиды говорят, что ангел сходит на землю и наряжает её цветами и зеленью.

## Празднование
Во время Чаршама сор в Лалыше священнослужители читают молитвы и священные гимны, а к вечеру зажигают масляные лампы. Езидский храм Лалыш находится в глубокой живописной долине, имеющей один выход. Склоны вершин покрыты густой зеленью ореховых, тутовых и оливковых деревьев. По обоим склонам четырёх гор — Мшат, Арафат, Мшлугиа и Хазрат — тянутся ряды небольших мазанок, в которых в праздничные дни селится народ, пришедший поклониться святыне.
Вода, вытекающая из подземного источника, петляющая по сети подземных пещер, выходящая наружу под каждой из башен древнего храма, несет на себе печать святости. Порталы, служившие входом в храм, украшены высеченными из камня глубоким рельефом различными символами. В центре — большой сводчатый зал, семь колонн которого поддерживают купол. С незапамятных времен сюда со всех сторон стекались люди, жаждущие знаний.
Долина Лалыш сверкает огнями сотен ламп, придающих ей красивый вид. За пределами храма езиды, разделенные межгосударственными границами, также справляют этот праздник.